# Tempel des Zeus Theos

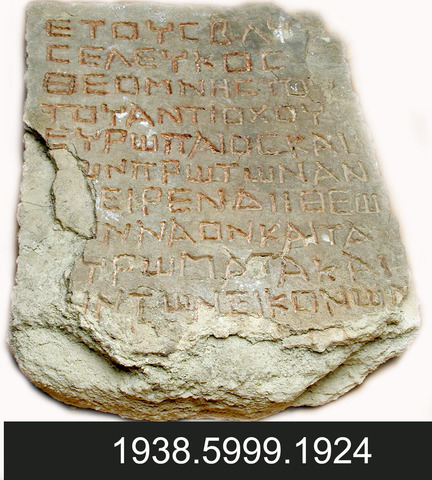
Weihinschrift aus dem Jahr 120/121

Der Tempel des Zeus Theos in Dura Europos wurde im zweiten Jahrhundert errichtet und gehört zu den bedeutenderen Heiligtümern der Stadt. Der Bau liegt zentral im Siedlungsgebiet, misst etwa 37 Quadratmeter und nimmt damit ungefähr eine halbe Insula ein. Er wurde von Dezember 1933 bis März 1939 von einer amerikanisch-französischen Expedition ausgegraben.
Der Eingang zum Tempel liegt im Osten. Darüber befand sich eine Inschrift, die als Tempelerbauer einen Seleukos und das Jahr 114 nennt. Es ist unsicher, ob dieses Datum sich auf die Fertigstellung des Tores oder des ganzen Tempels bezieht. Die Tempelanlage hat einen monumentalen Hof und in diesem einen großen Naos. Um diesen Hof befindet sich an der Nord- und an der Südseite eine Reihe von Räumen, die zum großen Teil an allen Seiten mit Bänken ausgestattet sind.
Der Naos befindet sich an Westseite des Hofes als freistehender Bau. Er hat vier Räume. Der größte Raum war die Cella, die wiederum ausgemalt war. Die Malereien wurden in kleinen Fragmenten gefunden, konnten jedoch weitgehend rekonstruiert werden. An der Rückwand war die Kultfigur des Gottes dargestellt. Sie stand neben einem Streitwagen und wurde von zwei Niken gekrönt. An den Seitenwänden des Saales befinden sich in drei Registern die Bilder der Spender und deren Familienmitglieder, die diesen Tempel finanziert hatten. Ihre Namen sind neben ihren Bildern geschrieben. Es scheint sich um Mitglieder zweier einflussreicher Familien zu handeln, darunter der Lysias-Familie. Es fanden sich diverse Inschriften, alle in griechischer Sprache. Neben der Cella befindet sich ein kleinerer Raum, der offensichtlich der Schatzhaus des Tempels war. Hier fanden sich noch einige Schmuckstücke. Eine Weihinschrift auf einer Stele datiert in das Jahr 120/121 n. Chr. und stammt von einem gewissen Seleukos.